# 王星失踪事件
王星失踪事件（おうせいしっそうじけん、ワンシンしっそうじけん）はタイ時間2025年1月3日、中国籍の俳優である王星（芸名「星星」）が、詐欺グループの連絡役「顔十六」により、「タイにおける撮影の仕事」を口実にミャンマーの詐欺団地へと誘拐された事件を指す。王星が消息を絶ったのち、王星のガールフレンドである「嘉嘉」がソーシャルメディアで助けを求めるメッセージを発信し、積極的に関係機関に連絡を取った。本事件は、中国の芸能界で大きく注目され、多くの俳優がSNSで関心を示し、駐タイ中国大使館、駐チエンマイ中国総領事館、およびタイ警察が捜索と調査に乗り出すこととなった。
タイ首相・ペートンターン・シナワットは1月7日午前11時40分、バンコクの首相府での記者会見において、タイ・ミャンマー国境付近で行方不明となっていた王星が発見されたことを確認した。1月11日、王星は無事に中国へと帰国し、「顔十六」も1月25日に出頭し、中国へ送還された。

## 背景
タイ・ミャンマー国境地帯、特にメーソット一帯は特殊な地理条件から法の執行が困難であり、長きにわたって複数の国家に跨がる犯罪の温床となっていた。ミャワディはミャンマー側にあり、タイ・メーソットとモエイ川を隔てた地点に位置する。2020年代以降、多くの詐欺グループがここに拠点を置き、詐欺団地を設けてきた。彼らは高収入の仕事があると称して、人々を騙して連れてきたのち、オンライン詐欺などの違法行為に従事させた。最も悪名高いものがKK園区である。
王星（芸名「星星」、1993年11月13日生まれ）は当時31歲の中国の俳優であった。上海大学電影学院を卒業し、《イップ・マン 継承》（2015年）、《90遇青春》（邦題未訳、2016年）、《恋狐妖伝～ファースト・ラブ～》（2024年）、《獵罪圖鑒II》（邦題未訳、2024年）および《玫瑰的故事 (ドラマ)》（邦題未訳、2024年）など多くの映像作品に出演してきた。

## 失踪

### 嘘のオーディション
2024年12月24日、王星は友人の紹介で「蘇南プロ俳優グループ」という名前のチャットグループに参加した。王星は一流の俳優ではなかったが、出演の機会を求めていた。グループでは、「GMMGrammy 16」というアカウントがオーディション情報を投稿し、王星は投稿を見てタイのGMMグラミー社から来たと名乗る「顔十六」をコーディネーターとして追加した。そして、オーディションの交渉を始めた。12月26日、王星のガールフレンドである嘉嘉は王星のオーディション用の映像を撮影し、翌日、オーディション合格の連絡を受けた。しかし、12月30日、王星は撮影に関する情報やロケ地に疑問を感じ、一度参加を拒否する意向を示した。しかし、「顔十六」から「他の俳優に変更することはできない」と説得された。さらに、王星は配給会社が過去に他の作品を制作していたことを確認し、海外での活動を広げたいという希望もあったため、最終的にタイへの渡航を決意した。

### タイ到着と失踪
タイ現地時間2025年1月2日午後9時ごろ、王星は中国・上海浦東国際空港を出発し、1月3日午前2時ごろ、中華人民共和国旅券を所持してバンコク・スワンナプーム空港に到着した。午前3時40分、王星はタイの自称制作会社が用意した灰色のトヨタ・カローラアルティスに乗り込んだ。王星は撮影開始のセレモニーに向かうことになっており、チャイナート県、カムペーンペット県を経由し、午前10時34分にターク県メーソート郡を通過した。王星は移動中、ガールフレンドの嘉嘉と連絡を取り続け、位置情報を送信していたが、午前11時頃に連絡が途絶えた。最後の位置情報はタイとミャンマーの国境付近を示していた。その後、彼は灰色のトヨタ・ハイラックス・レボのピックアップトラックに乗せられた。
警察の調査によると、このハイラックス・レボの所有者はタイ国籍のラーウェーという人物であることが判明した。ラウィは警察に対し、ミャンマーのカレン族の軍人からの指示でメーソート郡のスーパーマーケットへ王星を迎えに行ったと供述している。このピックアップトラックはタイ・ミャンマー友好橋の第1国境検問所を通過していなかったことも確認された。王星は後にインタビューで、今回の渡航は「タイを経由して第三国での撮影に向かうもの」と信じていたと語っている。しかし、川を渡った時点では国境を越えたことに気付いておらず、武装した人物に強制的に車に乗せられた時点で、初めて自分がミャンマーに入国していたことを認識したと明かした。

### アポロ園区
王星は詐欺グループに監禁され、ミャワディにある小規模な詐欺団地である「アポロ園区」に連れて行かれた。『星島日報』報道によると、本件はミャンマー東部最大の人身売買業者である輝煌鈺と「アポロ園区」管理人の金燦の共謀によるもので、輝煌鈺は人々を騙して「アポロ園区」に売りつける役割を担っていたとされる。星島日報は人身売買グループの内容を引用して、人身売買グループのメンバー王星が輝煌鈺の部下に騙されたのだと信じていたと報じている。
王星は、誘拐されて連行された施設について、3つの建物があると説明している。「第1ビル」は、誘拐された人々が集められる場所で、王星が選別されるまで拘束されていた場所である。ここには約10名の中国人がいたという。 「第2ビル」は、大規模な訓練センターであり、彼が収容されていた建物では少なくとも50名の中国人が監禁されていた。彼はこの建物内で2～3日間、詐欺行為の訓練を強制的に受けさせられた。その内容は主にテキストによる詐欺であり、音声や電話を使った詐欺の技術にはまだ触れられていなかった。王星は、救出されなければ中国人をターゲットにした詐欺行為に従事させられることを恐れ、深い不安を抱いた。 また、「第3ビル」は、誘拐された人が強制的に違法な労働をさせられる場所であり、世界中から集められた被害者が監禁されていると説明している。さらに、園区内ではすべての強制労働者が髪を剃られることが義務付けられており、王星も例外なく剃髪を強要されたと語っている。

### 当局への救助要請
王星が1月3日にタイ・ミャンマー国境で消息を絶ったのち、王星のガールフレンドである嘉嘉は午前11時54分に上海警察に通報した。しかし、上海警察からは、「海外での失踪であるため捜査権限がない」と告げられている。その後、嘉嘉は駐タイ中国大使館と駐チエンマイ中国領事館に連絡したが、「王星がまだタイ国内にいるか確認が必要であり、タイ現地で立件しなければ行動できない」との回答を受けた。次に嘉嘉はタイ警察に電話をかけたが、繋がらなかった。
王星の弟である王秦は上海の2ヶ所の警察署に王星の失踪を通報したが、事件の捜査を開始するには上海市公安局の決定が必要であり、「早くて1週間、遅くて1ヶ月かかる」と告げられた。最終的に中国大使館と総領事館は嘉嘉に対し、メーソットに赴いて現地警察に通報するよう勧めた。

### ネット上での救助要請
1月5日、嘉嘉は中国のソーシャルメディア・微博のアカウント「失眠爹地」を通じて、行方不明となったボーイフレンドの捜索支援を呼びかけた。この投稿はSNS上で注目を集め、中国の芸能界でも話題となった。舒淇、姚晨、龔俊、金晨、大鵬、馬天宇、趙一博、胡連馨などの著名俳優やインフルエンサーが次々と応援の投稿を行い、「俳優・星星がタイとミャンマーの国境で行方不明」という話題は微博のトレンド1位となった。  
さらに、過去に同様の被害に遭いながらも無事帰国した俳優の徐大久と範虎が王星の家族に連絡を取った。徐大久は『瀟湘晨報』のインタビューで、自身が同じ手口でタイに誘い出されたが、途中で詐欺と見抜いて帰国できたと語り、「彼は第3波の被害者であり、私は第2波だった。彼が今、ミャンマーのミャワディにいることを確信している」と述べた。また、範虎は『紅星新聞』に対し、偽の制作チームが俳優業界の内情に精通しており、話し方も専門的で、脚本やキャラクター設定などの情報が本物と見分けがつかないほど巧妙だったと説明した。  
範虎は以前、タイで偽の制作チームが用意したホテルに滞在中、タイ人の映画監督に連絡して資料を送ったところ、監督から「私ではない。これは詐欺だ。注意するように」と警告された経験を語っている。

### 救出
1月6日、嘉嘉はバンコクに到着し、中国駐タイ大使館および現地警察署で正式に王星の失踪事件を通報した。この事件はタイ当局の関心を引き、同日夜、タイ王国陸軍とバンコク放送テレビ協会が共同運営するチャンネル7がソーシャルメディア上で「王星が発見された」と報じた。しかし、ターク県警察署長のサムリット・エーカモン少将は、初期調査の結果として「王星は自発的にミャンマーに渡ったもので、誘拐や脅迫、強制の事実は確認されていない」と発表した。
1月7日、タイ・ミャンマー両当局とカレン国境警備隊（BGF）の協力により、王星はタイとミャンマーを結ぶ「タイ・ミャンマー友好橋第1国境ゲート」で引き渡された。この引き渡しには、カレン国境警備隊司令官ソー・チットゥー大佐および副司令マウンウィン中佐が対応し、タイ側からは国家警察総監タチャイ・ピタニラブット警察大将など複数の将官が出席した。報道によると、カレンBGF副司令官であるマウンウィン中佐の証言によれば、王星は「ミャンマーへ行ったのはシュエコッコの親戚を訪ねるためだった」と彼に説明したとされる。
王星はミャンマーのカレン族武装勢力支配地域から友好橋を渡ってタイのターク県メーソット郡ターサイルワット地区に到着した。その際、王星は剃髪し、白いシャツと短パン姿でターク県の入国管理局で尋問を受けた。尋問で、王星は詐欺グループに騙されて園区に連れ込まれた経緯を詳述した。国家警察総監のタチャイ・ピタニラブット警察大将は、王星の救出は中国とタイの連携による成果であると強調した。王星はその夜7時にバンコクのドンムアン国際空港に到着し、黒い帽子で顔を隠した姿で現れ、英語でタイ当局に感謝の意を示した。その後、タイ側の助言を受けて普通話でも感謝の言葉を述べ、「またタイに戻りたい」「タイは安全な国だ」と強調した。
同日午後10時、王星は国家被害者分類・移送センターへ送られ、タイ王立陸軍副司令官タニット・タイワチャラマット少将が審査・分類手続きを監督した。

## 時系列
| 時間           | 事件 | 出典           |
| 2024年12月24日 | 2024年12月24日 | 2024年12月24日 |
| -------------- | --- | -------------- |
| ／             | GMMグラミー社のコーディネーターを騙る人身売買グループのメンバー「顔十六」がチャットグループで王星に接触し、オーディションについて交渉する。 | [ 8 ]          |
| 2024年12月26日 | |                |
| ／             | 王星のガールフレンドがオーディション動画の撮影を手伝う。 | [ 9 ]          |
| 2024年12月28日 | |                |
| ／             | 「顔十六」がオーディション合格を知らせる。 | [ 9 ]          |
| 2024年12月30日 | |                |
| ／             | 王星は撮影やロケ地について疑問を抱いて拒否するも、「顔十六」に俳優の交代はできないと説得される。 | [ 9 ]          |
| 2025年1月2日   | |                |
| 21:00          | 王星が中国上海浦東国際空港からタイへと向かう。 | [ 8 ]          |
| 2025年1月3日   | |                |
| 02:00          | 王星がバンコク・スワンナプーム空港に到着する。 | [ 8 ]          |
| 03:40          | 王星がスワンナプーム空港で灰色のトヨタ・アルティスに乗車する。ナンバープレートは8กณ 5877 กทม、登記上の所有者はT.K.Y. Leasing有限会社であった。 | [ 8 ]          |
| 07:00          | 高速道路警察のカメラが王星を載せた車両がチャイナート県に到着するのを捉える。 | [ 8 ]          |
| 09:00          | 同車両がカンペーンペット県を通過。 | [ 9 ]          |
| 10:00          | 同車両がターク県メーソットの検問所を通過。 | [ 8 ]          |
| 11:00          | 王星とそのガールフレンドである嘉嘉との連絡が途絶える。これに先立って彼らは連絡を取っており、王星はメーソット国境付近にいることを示す位置情報を送信していた。                                                                                             | [ 8 ]          |
| 11:00後        | 王星がミャワディの詐欺工場「アポロ園区」に連れ込まれる。 | [ 10 ]         |
| 11:54          | 嘉嘉が上海警察、駐タイ中国大使館、駐チエンマイ中国総領事館に助けを求める。 | [ 8 ]          |
| 2025年1月5日   | |                |
| ／             | 嘉嘉がソーシャルメディア上で助けを求め、ソーシャルメディアと中国映画界の幅広い注目を集める。 | [ 8 ] [ 9 ]    |
| 2025年1月6日   | |                |
| ／             | 嘉嘉がタイに到着し、駐タイ中国大使館とスワンナプーム警察に通報。 | [ 8 ] [ 9 ]    |
| ／             | 中国大使館がメーソット警察と連携し、王星を乗せた運転手を尋問のために召喚。 | [ 8 ]          |
| 2025年1月7日   | |                |
| 12:50          | ミャンマーのカレンBGFがシュエコッコで王星を発見したと発表し、王星は「親戚を訪ねるために」タイからミャンマーに渡ったのだと説明する。 | [ 8 ]          |
| 14:00前        | カレンBGFがタイ側に王星を引き渡す。 | [ 20 ]         |
| 19:00          | 王星がドンムアン国際空港に到着。 | [ 12 ]         |
| 21:00          | 王星がドンムアン国家被害者分類・移送センターに移送される。 | [ 24 ]         |
|                | 2025年1月8日 |                |
| ／             | タイ国家警察のタチャイ・ピタニラブット警察大将はタイメディアのインタビューで、初期調査で中国人俳優の王星が人身売買の被害者であることを確認し、今後1、2日以内に中国に帰国させる予定であると述べた。                                                       | [ 25 ]         |
|                | 2025年1月9日 |                |
| ／             | タイのペートンターン首相はプーケットでの視察業務中にメディアのインタビューを受け、タイが犯罪の中継地点として利用される問題に警戒する必要があるとコメント。同氏は、王星氏の失踪後、タイは関連法規を強化・改善し、関連する犯罪行為を取り締まると強調した。 | [ 25 ]         |
|                | 2025年1月10日 |                |
| ／             | 中国中央電視台記者が、王星は10日夜の上海航空FM840便に搭乗し、中国に帰国するとの情報を発信。 | [ 26 ]         |
|                | 2025年1月11日（北京時間） |                |
| 00:55          | 王星が搭乗するFM840便が上海浦東国際空港に到着。 | [ 27 ]         |
| 03:56          | 王星が微博で無事に帰国できた旨を投稿。 | [ 27 ]         |

## その後

### 「顔十六」
『南方週末』の報道によると、王星失踪事件で「顔十六」を調査した結果、最近10名以上の俳優がタイでの仕事に招待されていたことが判明した。そのうち9名は「顔十六」と「崇明堂」によって勧誘されていたとされる。報道では、これら2人が芸能界に関わりのある人物である可能性が示唆されているが、本人が詐欺を行ったのか、または彼らのアカウントが海外の詐欺組織に利用されたのかはまだ確定していない。
複数の俳優たちは、2024年12月以降、「顔十六」と「崇明堂」が俳優向けのグループチャット内で度々募集情報を投稿していたと証言している。しかし、投稿内容は頻繁に変更されていたという。「顔十六」の本名は顔文磊で、過去に複数の撮影現場で働いていた経歴がある。「崇明堂」の本名は楊澤琪で、河北省保定市出身である。彼らはグループ内でプロジェクト情報を提供し、自身を「アーティストマネージャー」や「俳優コーディネーター」と称していたが、情報の信憑性は不明とされている。顔文磊は、自身のWeChatアカウントがハッキングされたと主張し、事件への関与を否定した。一方、楊澤琪の友人である李菲は、楊澤琪がタイに渡ってから態度が変わり、WeChatでの連絡が途絶えたと証言している。『香港01』の報道によると、楊澤琪の家族は1月8日の夜、微博で助けを求める投稿を行い、楊澤琪が2024年12月以降、タイ・ミャンマー国境付近で行方不明になったと訴えた。その状況は王星の失踪事件と非常に似ているという。
2025年1月25日、「顔十六」が出頭し、中国に送還された。

### 逮捕
「アポロ園区」の管理者である金燦が逮捕・収監された。中国当局はその後、タイと中国の警察が合同で捜査を行い、中国国内外で12名の容疑者を逮捕したことを発表した。
2025年2月14日、タイ当局は王星の誘拐に携わった10人を中国に送還すると発表した。

## 影響
王星失踪事件は中国国内で大きな注目を集めただけでなく、タイ旅行への不安を助長し、予定していた旅行をキャンセルする人も現れた。この事件の影響を受け、2025年2月22日に予定されていた「イーソン・チャン Fear and Dreams 世界ツアー」のバンコク公演が中止された。香港紙『明報』によると、中国のSNS上では詐欺団地の従業員を名乗る人物が、「詐欺団地の管理人が観客を誘拐し、詐欺団地へ連れ込む計画を立てている」と主張するスクリーンショットが拡散されている。
また、同日開催予定だった趙本山のグループによる公演も「不可抗力および安全上の問題」を理由に延期が発表され、チケットは全額返金されることとなった。

## 各国の反応

### タイ
タイ首相・ペートンターン・シナワットは、当局は本件を適切に処理し、タイの観光産業に影響が及ばないように適切な措置を講じるとコメントした。

### 中華人民共和国

#### 政府
1月7日、中国外交部報道官の郭嘉昆は在外公館が王星の家族からの救助要請を受け、密接に連絡を取りながら状況を確認し、関連する対応を進めていることを明らかにした。また、中国政府は事件の進展を引き続き注視し、在外公館に対して適切に対応するよう指示していると述べた。同日、中国広播電視社会組織連合会俳優委員会も公式WeChatアカウントで声明を発表し、「複数の俳優が、詐欺組織によって『映像作品の撮影』を名目に国外へ誘い出され、人身や財産の安全に重大な被害を受けた」と注意喚起を行った。
1月10日、公安部報道官の張明は記者会見で、中国が国際的な法執行の協力を全面的に進め、国外詐欺組織の拠点に対し「徹底的に追跡・攻撃して壊滅する」と強調した。また、重大な詐欺事件の逃亡犯に対する指名手配を進めることを発表した。
1月11日、王星が無事に中国へ帰国した後、駐タイ中国大使館は公式声明を発表し、タイを訪れる中国人に対して「高額報酬を謳った求人詐欺」に注意するよう呼びかけた。また、タイに入国する中国人に対し、現地での就労を希望する場合は事前に適切なビザを取得する必要があること、免税措置での入国者は違法な労働に従事してはならないことを改めて警告した。

#### 嘉嘉と王星
王星が救出された後、ガールフレンドの嘉嘉は自身の微博アカウントに投稿し、政府やメディア、関係機関が事件に注目してくれたことに感謝の意を表明した。嘉嘉は、報道を通じて王星の無事を知り、駐タイ中国大使館の職員と電話で連絡を取り、同館がタイ警察と積極的に交渉を進めて救助活動を推進していることを確認したと述べた。また、進捗があれば迅速な情報共有を約束されたことも明かした。嘉嘉は、「ガールフレンドとして、誰よりも早く王星と再会したい」と強調し、本人に会うまでは気を緩めないと述べた。同時に、王星のプライバシー保護を呼びかけ、写真の拡散を控えるよう求めた。これにより、さらなる二次被害を防ぎたいと願い、王星との無事な再会を期待していると述べた。
1月11日午前0時55分ごろ、王星は飛行機で中国に帰国し、上海浦東国際空港に到着した。同便の乗客や空港職員によると、王星が搭乗していた航空機は沖止めされ、関係部門の職員に付き添われて優先的に税関と出国手続きを終え、空港を出た。午前3時56分、王星は微博に無事を報告する投稿を行い、中国政府や駐タイ・駐ミャンマー中国大使館、中国とタイの警察を含む法執行機関、そしてガールフレンドの嘉嘉に感謝の言葉を述べた。最後には「love can fight everything（愛はすべてを乗り越える）」という言葉で締めくくった。

## コメント
『環球時報』の元編集長である胡錫進は、王星失踪事件に関連してコメントを発表した。その中で、中国国内では厳格な携帯電話の実名登録制度が実施されているにもかかわらず、ミャンマー北部の詐欺組織が依然としてSIMカードを密輸し、中国国内の通信ネットワークで登録・認証され、最終的にバーチャル番号で身元を隠して詐欺を行っていると指摘した。胡氏は、中国移動通信などの通信事業者がこの問題に関して公式に説明し、対応策を講じる必要があると主張した。彼は詐欺被害の拡大を防ぐため、通信業界がより透明性を持って対処することを求めた。

## 関連する事件

### 立件捜査
王星が救出された後、400名以上の家族が互助グループ内で親族の行方不明に関する情報を提供した。その中には、2024年12月20日から行方不明となり保定市公安が立件したモデルの楊澤琪、2024年12月11日に失踪した横店の照明技師「小孫」（横店公安が調査中と報告）、2025年1月3日に行方不明となった俳優の何俊旻などが含まれている。  
1月17日、中国公安部は事件に関する報告を発表し、孫某強、楊澤琪、呉某琪、林某玲、許某寧らが救出されたことを公表した。また、最近ネットで話題となっている複数の国外での行方不明事件が、同一の犯罪組織によるものであると説明した。

### 許好寧・林美玲誘拐事件
2024年12月27日、許好寧と林美玲がタイ国内で誘拐され、ミャンマーに連行された。2025年1月9日、駐ミャンマー中国大使館が救助要請を受け、1月10日に二人は無事救出され、中国に帰国した。